# Уистон (Мерсисайд)
Уистон (англ. Whiston) — большая деревня и община в метрополитенском районе Ноусли графства Мерсисайд в Англии. Население — 14 263 человек (2011).
Уистон пересекает историческая железная дорога Ливерпульско—Манчестерская линия.
Больница Уистона (англ. Whiston Hospital) является одной из крупнейших больниц в Мерсисайде.

## История
Исторически являясь частью Ланкашира, Уистон имеет тесные связи с соседним Прескотом. Ранее Уистон был центром Уилтонскиго сельского района, который был частью графства Ланкашир с 1895 до 1974, когда прекратил существовать при изменениях границ и образовании метрополитенского района Ноусли.
Известна угольными шахтами.
Поблизости от Уистона предполагается при государственной поддержке возвести посёлок Halsnead Garden Village, в котором будет более 1500 жилыйх домов, начальная школа, природный парк и различные общественные и развлекательные объекты. Строительство обойдётся примерно в 270 миллионов фунтов.

## Известные уроженцы
- См. Категория:Родившиеся в Уистоне (Мерсисайд)